# Boutès fils de Téléon
Pour les articles homonymes, voir Boutès.
Dans la mythologie grecque, Boutès (en grec ancien Βούτης / Boútês), fils de Téléon et de Zeuxippe, prit part à l'expédition des Argonautes. Lorsque ceux-ci croisèrent les sirènes, Boutès, envoûté par leurs chants, plongea dans la mer. Il fut sauvé par Aphrodite, qui l'installa en Sicile et en fit son amant. Il eut deux enfants de la déesse : Éryx et Polycaon.

## Sources
- Pseudo-Apollodore, Bibliothèque [détail des éditions] [lire en ligne] (I, 9, 25)
- Diodore de Sicile, Bibliothèque historique [détail des éditions] [lire en ligne] (IV, 23, 2)
- Hygin, Fables [détail des éditions] [(la) lire en ligne] (XIV)
- Pausanias, Description de la Grèce [détail des éditions] [lire en ligne] (IV, 2, 1)